# Минская митрополия
Минская митрополия (бел. Мінская мітраполія) — митрополия Белорусской православной церкви, образованная в пределах Минской области Белоруссии. Объединяет Минскую, Борисовскую, Молодечненскую и Слуцкую епархии.

## История
В соответствии с Положением об областных преосвященных от 12 марта 1934 года во исполнение постановления Поместного Собора 1917—1918 годов о митрополичьих округах Временный Патриарший Священный Синод образовал церковные области в составе нескольких епархий, в том числе в границах Белорусской ССР был образован митрополичий округ с центром а Минске. Дата упразднения точно неизвестна. Предположительно это произошло в 1943 году при проведении переустройства епископских кафедр.
23 октября 2014 года постановлением Священного Синода Русской православной церкви на территории Минской области была образована Минская митрополия, включившая Минскую епархию и выделенные из неё Борисовскую, Молодечненскую и Слуцкую епархии.

### Главы митрополии
- Павел (Пономарёв) (23 октября 2014 года — 25 августа 2020 года)
- Вениамин (Тупеко) (с 25 августа 2020 года)